# Pomnik Marcina Lutra w Gdańsku
Pomnik Marcina Lutra – pomnik, który znajdował się w ewangelickim wówczas kościele Mariackim (obecnie rzymskokatolickim) w Gdańsku. Został odsłonięty w roku 1883, a w 1946 roku został usunięty z kościoła i zezłomowany. Był to, obok pomników w Brzegu i Bielsku-Białej, jeden z kilku monumentów poświęconych Marcinowi Lutrowi na obecnym terenie Polski. Twórcą pomnika był niemiecki rzeźbiarz Rudolf Siemering.

## Historia

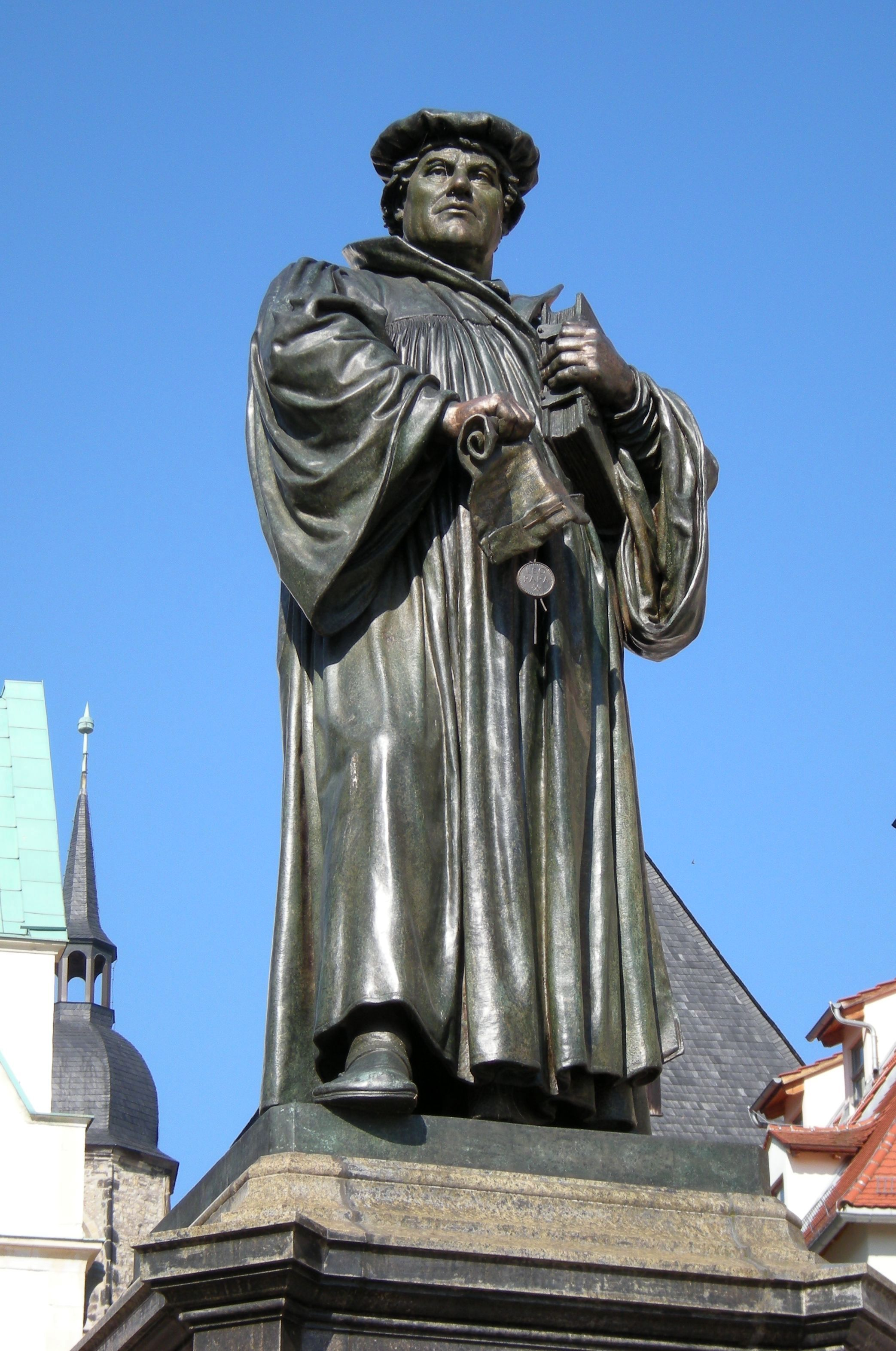
Bliźniaczy pomnik Lutra w Eisleben

Fundatorem była ewangelicka parafia w Gdańsku. Pomnik wyszedł z berlińskiej pracowni Rudolfa Siemeringa. Rzeźbiarz wykonał dwie identyczne figury, odlane z jednej formy. Pierwsza z nich została ustawiona w mieście narodzin i śmierci Lutra – Eisleben. Pomnik ten stoi na głównym rynku miasta. Gdy o inicjatywie postawienia pomnika w Eisleben dowiedziała się gdańska wspólnota luterańska, zamówiła drugi egzemplarz dla swojej głównej świątyni.
Pomnik Marcina Lutra został uroczyście odsłonięty w kościele Mariackim 10 listopada 1883 roku, w dniu czterechsetnej rocznicy narodzin Lutra. W uroczystości uczestniczyli przedstawiciele władz miejskich, a także nauczyciele i uczniowie szkół ewangelickich. W kościele figura została ustawiona w pobliżu Bramy Groblowej, stanowiącej wówczas główne wejście. Postać Lutra była odziana w długą szatę z biretem na głowie.
W okresie międzywojennym pomnik został uszkodzony przez chłopców czyszczących kościelne ławki. W trakcie pracy urządzili oni sobie zabawę polegającą na celowaniu z procy w głowę posągu. Podczas strzelania jeden z nich utrącił mu nos, po czym przestraszeni chłopcy uciekli z kościoła, rezygnując nawet z zapłaty za sprzątanie.
Pomnik przetrwał działania wojenne prowadzone w Gdańsku wiosną 1945 roku. Jednak dla osiedlających się w mieście nowych mieszkańców stał się symbolem niemieckiego nacjonalizmu, a nie reformacji. Wkrótce też został sprofanowany. Na posągową głowę nałożono niemiecki hełm, a na trzymanej przez postać Lutra bulli papieskiej napisano „Mein Kampf”. W 1946 roku pomnik został usunięty z kościoła podczas odgruzowywania, a następnie prawdopodobnie trafił do huty do przetopienia.